# 鈴木和也
鈴木 和也（すずき かずや、1987年11月7日- ）は、茨城県出身の日本の俳優。
アクターズスタジオつくば校を経て、アミューズに所属。
アクターズスタジオ時代には、三浦春馬、松永一哉と共にBrash Bratsとして活動していた。

## 出演

### テレビドラマ
- 24のひとみ（2007年、TBS） - 奥田 役

### 舞台
- 「タンゴ、冬の終わりに」（2006年）
- 「FROGS」（2006年） ＊2007年に再演、2008年に再々演。
- 「踊る! 職業不安定所」（2008年）